# Церковь Святой Марии (Пылва)
Церковь Святой Марии — лютеранская церковь, расположенная в городе Пылва в Эстонии. Принадлежит Эстонской евангелическо-лютеранской церковной общине. 

## История
Церковь была построена в 1460–1470 годах и реконструирована в 1841–1845 годах.
В церкви находится алтарная картина «Христос на земле» работы Фридриха Людвига фон Майделла. Орган для церкви был изготовлен Вильгельмом Мюльверштедтом в 1833 году. Церковный колокол был отлит в 1868 году в Бохуме (Германия).
Высота башни церкви составляет 36,5 метра.

## Галерея

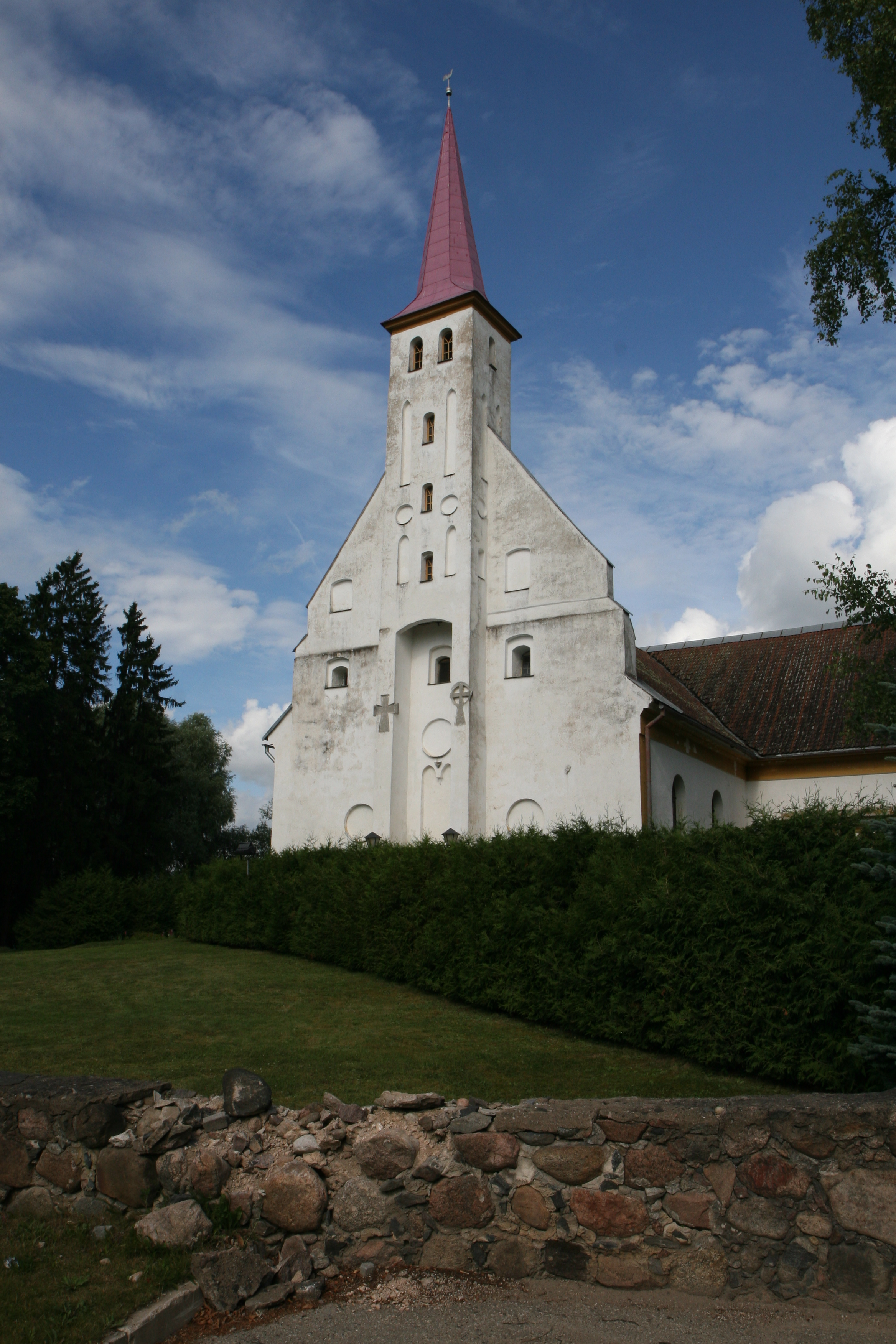
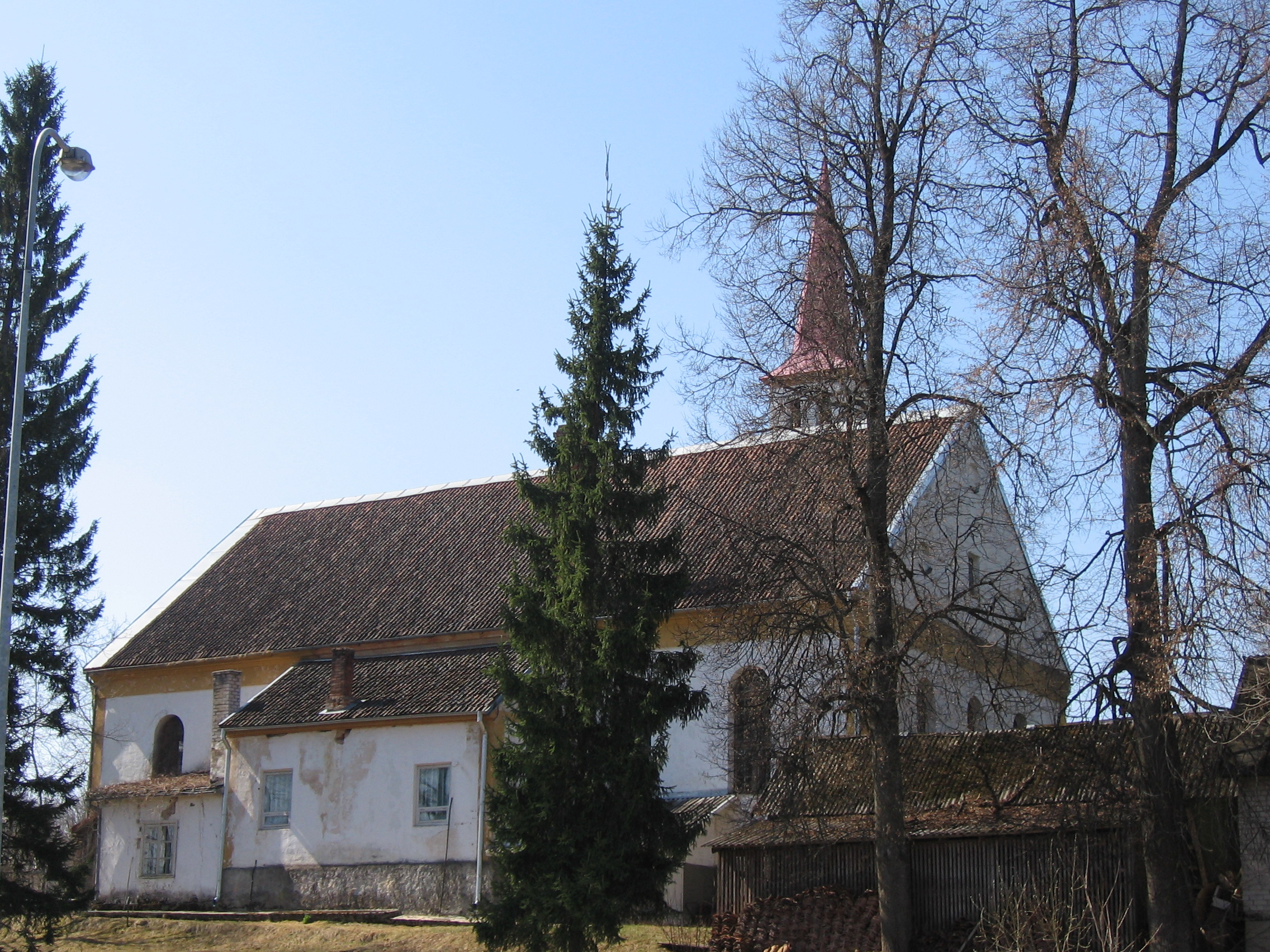
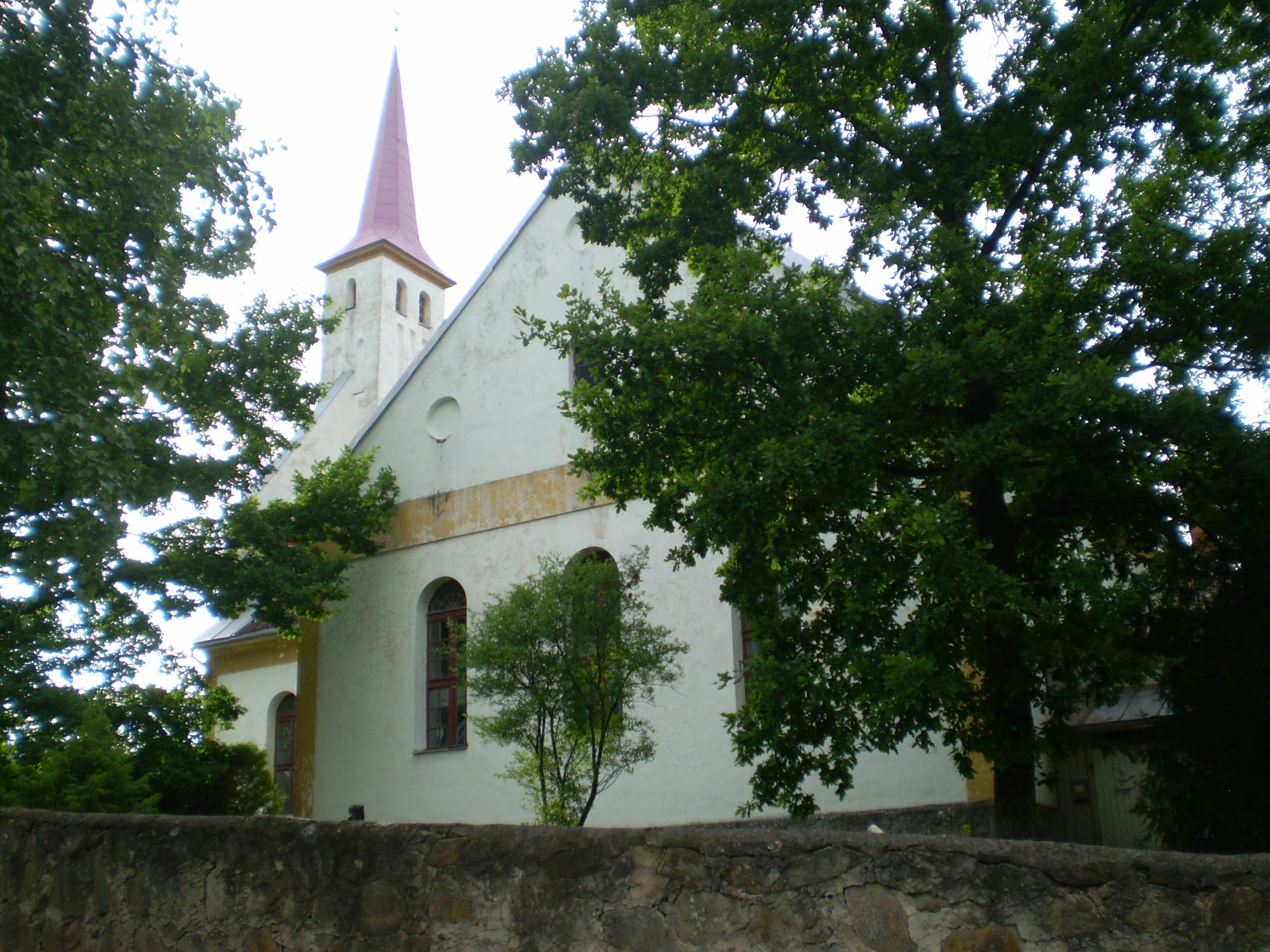
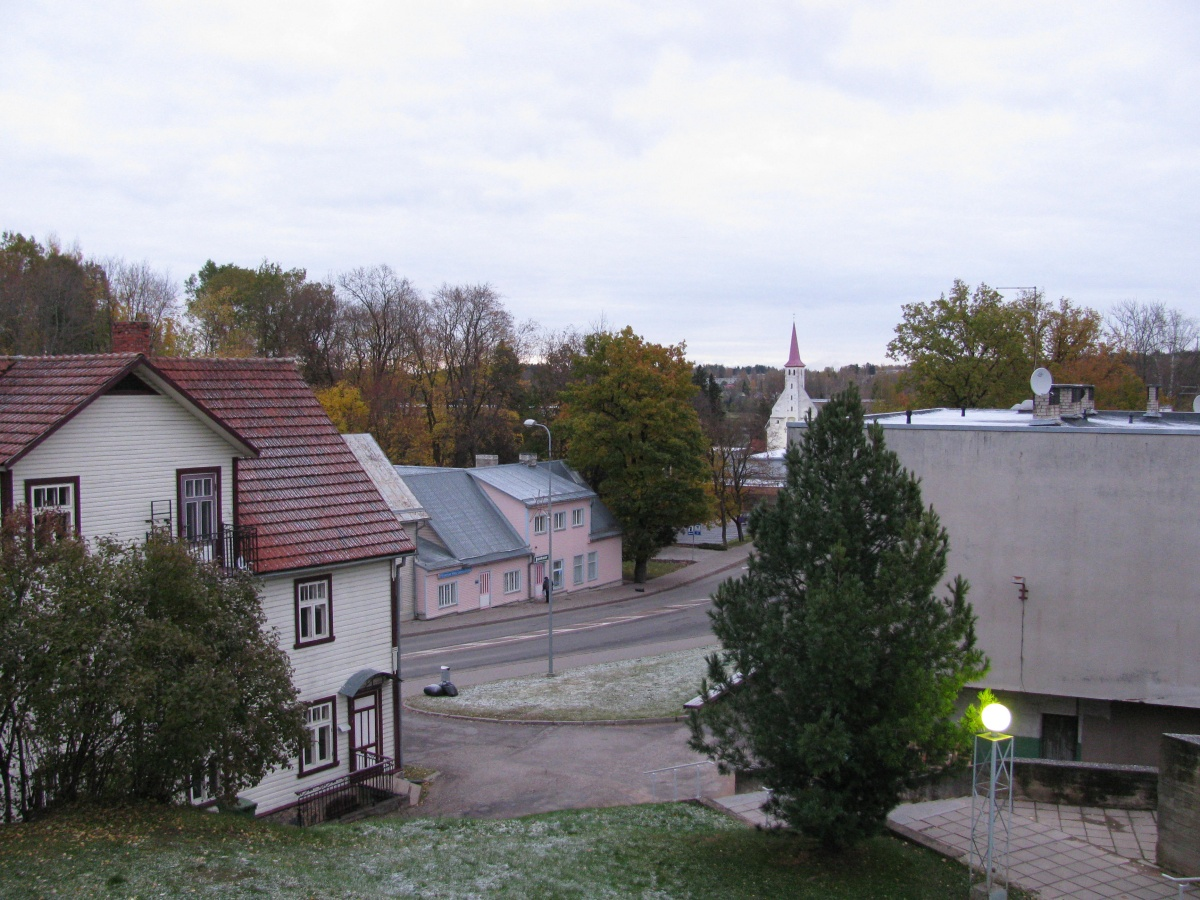